# Louise Christina van Savoye-Carignano

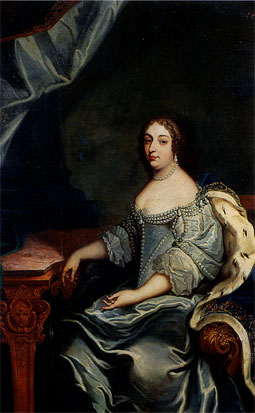
Louise Christina van Savoye-Carignano

Louise Christina (Parijs, 1 augustus 1627 – aldaar, 7 juli 1689) was prinses van Savoye en Carignano. Ze was een dochter van Thomas Frans, prins van Carignano en Maria van Bourbon-Soissons.
Ze groeide op aan het Franse Hof en door bemiddeling van Lodewijk XIV huwde ze op 15 maart 1653 met erfmarkgraaf Ferdinand Maximiliaan van Baden-Baden (1625 – 1669). Het bleek geen gelukkig huwelijk. Ferdinand liet zich laatdunkend uit over zijn vrouw en na de geboorte van hun enige kind, Lodewijk Willem, weigerde zij Parijs te verlaten om zich met haar man in Baden te vestigen. Het gevolg was dat zij de opvoeding van haar kind moest overlaten aan haar schoonmoeder Catharina Ursula van Hohenzollern-Hechningen.